# Talaspus spinimanus
Talaspus spinimanus is een hooiwagen uit de familie Assamiidae.